# Pixess
Pixess is een puzzelspel uitgebracht voor de MSX2 homecomputer in 1994. Het spel is ontwikkeld en gepubliceerd door het Nederlandse Compjoetania.
Pixess is een 2D push and drag puzzelspel in de stijl van Eggerland Mystery. De bedoeling van het spel is met een blauw figuurtje, genaamd Pixess, alle velden uit te spelen door het verzamelen van diamanten. Deze diamanten liggen verspreid in elk veld en zijn alleen bereikbaar door het verschuiven en vernietigen van obstakels.